# Masters de Miami 2003

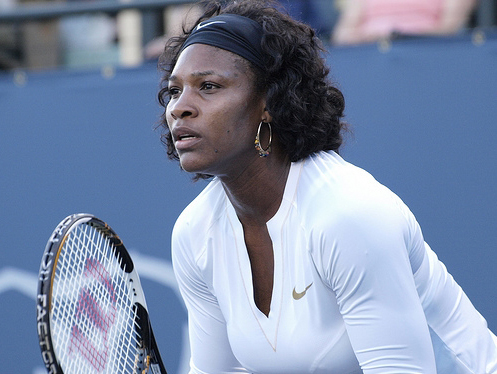
Serena Williams at the U.S. Open Series at Stanford 2008 playing Michelle Larcher de Brito.

El Masters de Miami 2003 (también conocido como 2003 NASDAQ-100 Open por razones de patrocinio) fue un torneo de tenis jugado sobre pista dura. Fue la edición número 19 de este torneo. El torneo masculino formó parte de los ATP World Tour Masters 1000 en la ATP. Se celebró entre el 17 de marzo y el 30 de marzo de 2003.

## Campeones

### Individuales Masculino
Andre Agassi vence a  Carlos Moyá, 6–3, 6–3

### Individuales Femenino
Serena Williams vence a  Jennifer Capriati, 4–6, 6–4, 6–1

### Dobles Masculino
Roger Federer /  Max Mirnyi vencen a  Leander Paes /  David Rikl, 7–5, 6–3

### Dobles Femenino
Liezel Huber /  Magdalena Maleeva vencen a  Shinobu Asagoe /  Nana Miyagi, 6–4, 3–6, 7–5
| Predecesor: Miami 2002 | Masters de Miami 2003 | Sucesor: Miami 2004 |